# 横浜市立新橋小学校
横浜市立新橋小学校（よこはましりつ しんばししょうがっこう）は、神奈川県横浜市泉区新橋町にある公立小学校である。

## 沿革
- 1971年（昭和46年）10月1日 - 横浜市立岡津小学校より独立し、開校。開校式挙行。
- 1972年（昭和47年） - 校章制定。PTA設立。
- 1974年（昭和49年） - プール完成、プール開き。
- 1975年（昭和50年） - 体育館落成式挙行。
- 1976年（昭和51年） - 創立5周年記念式典挙行し、祝賀会開催。校歌制定。
- 1981年（昭和56年） - 創立10周年記念式典挙行。
- 1990年（平成2年） - 特殊学級開設。
- 1993年（平成5年） - 国際理解教室開始。
- 1996年（平成8年） - 地域防災備蓄庫完成。創立25周年記念式挙行し、創立25周年記念祝賀会開催。
- 2000年（平成12年） - パソコン教室新設。
- 2001年（平成13年） - 創立30周年記念式典挙行し、祝賀会開催。
- 2006年（平成18年） - 創立35周年記念式典挙行し、祝賀会開催。
- 2011年（平成23年） - 創立40周年記念式典挙行し、祝賀会開催。
- 2016年（平成28年） - 創立45周年記念式典挙行し、祝賀会開催。体育館全面改修。
- 2021年（令和3年）
  - 春 - 創立50周年記念キャラクター「ユリノキフレンズ」制定。
  - 7月 - この月から10月中旬まで、西側トイレの改修工事実施[1]。

## 教育目標
- 「えがお・なかよし・チャレンジ」

## 通学区域と進学先中学校
出典：

### 通学区域
- 泉区
  - 新橋町（1番地～1302番地、1304番地、1307番地1号、1308番地～1331番地3号、1331番地5号、1331番地6号、1331番地8号～1331番地11号、1331番地13号、1331番地20号～1331番地23号、1333番地～1336番地、1337番地48号、1337番地49号、1337番地53号～1337番地57号、1339番地1号、1340番地、1341番地、1342番地2号、1342番地21号、1342番地24号～1342番地26号、1344番地～1346番地、1347番地132号、1347番地141号、1347番地148号、1347番地157号、1347番地160号、1351番地、1356番地、1359番地、1375番地～1412番地、1418番地1号、1418番地2号、1418番地4号～1418番地の終り、1419番地、1460番地～1462番地、1474番地～1476番地、1478番地～1508番地、1513番地、1520番地(5号と6号を除く)、1521番地～1587番地、1589番地～1754番地、1761番地、1763番地以降）
  - 弥生台（29番地を除く）
- 瀬谷区
  - 阿久和南1丁目（32番地、36番地）
  - 阿久和南3丁目（16番地、23番地～30番地、32番地～40番地）

### 進学先中学校
公立中学校に進学する場合
- 横浜市立岡津中学校
- 横浜市立いずみ野中学校

## 周辺
- 泉新橋公園 - 横浜市道をはさんで、敷地が隣接。
- 戸塚自動車学校
- 横浜ゴルフプラザ
- 順礼坂公園
- 老人ホームSOMPOケアラヴィーレ弥生台

この他、瀬谷区との区境線も近い。

## アクセス
- 相模鉄道いずみ野線弥生台駅から、徒歩約735m・11分。